# Индуизм на Мартинике
Индуизм на Мартинике — религия небольшого числа индо-мартиникцев. По состоянию на 2007 год индуисты составляли 0,3% населения Мартиники.

## История
После отмены рабства в 1848 году владельцы плантаций удовлетворяли свою потребность в рабочих, ввозя индийцев с субконтинента, начиная с 1853 года. Эти иммигранты принесли с собой свою индуистскую религию. Многие индуистские храмы всё ещё используются на Мартинике, и в 1987 году один из индуистов опубликовал личное повествование об их тайных церемониях.
Символы, жесты и мифы индуизма были важным источником вдохновения для французского художника Поля Гогена, посетившего Мартинику в 1887 году.

## Демография
Хотя индо-мартиникцы составляют примерно 10% населения острова Мартиника, лишь около 15% из них по-прежнему являются индуистами.
Индусы и кимбуазеры (ещё одна религия на Мартинике) также считают себя католиками из-за отсутствия связи с мировым индуизмом. Мальдевидские спириты — это синкретическая религия на Мартинике, которая сочетает в себе аспекты индуистской религии с католицизмом, связывая главное божество, Мальдевидан (Мадурай Виран), с Иисусом Христом, а второе по важности божество, Мари-эман (Мариамман), с Девой Марией. Это распространено в северных районах острова, где много святынь и мест собраний. Ритуалы включают игру на барабанах, танцы на заточенных мачете и принесение в жертву животных, таких как петухи и овцы.

## Современный статус
Индуизм на Мартинике представляет собой разновидность популярного тамильского индуизма, который характеризовался практикой принесения в жертву животных, почитанием деревенских божеств и использованием тамильского языка в качестве церемониального языка, хотя этот язык утратил свое использование на плантациях и в послеплантационном обществе.
Центральными фигурами для индуистов здесь являются индуистская богиня Мариамман, известная в местном масштабе как Мариемен, и Мадурай Виран, известный в местном масштабе как Мадевилен. В Бас-Пуэнте на Мартинике есть исторический индуистский храм, построенный в XIX веке, который используется до сих пор.
В последние годы на Мартинике наблюдается возрождение индуизма.